# Plandogau
Plandogau es una entidad de población española del municipio de Oliola, perteneciente a la provincia de Lérida, en la comunidad autónoma de Cataluña. En 2022, la entidad singular de población tenía empadronados 44 habitantes y el núcleo de población, 32.